# 서천중학교 (경기)
서천중학교(書川中學校)는 대한민국 경기도 용인시 기흥구 서천동에 있는 공립 중학교이다.

## 학교 연혁
- 2011년 1월 10일 : 서농중학교 30학급 설립인가
- 2011년 3월 1일 : 서농중학교 개교
- 2011년 3월 1일 : 초대 이민구 교장 취임
- 2011년 3월 2일 : 제1회 3학급 111명 입학
- 2011년 9월 1일 : 혁신학교 지정
- 2012년 2월 9일 : 제1회 졸업(6명)
- 2014년 3월 1일 : 서천중학교로 교명 변경
- 2016년 9월 1일 : 혁신학교 재지정
- 2019년 9월 1일 : 혁신학교 (자율학교) 재지정
- 2022년 9월 1일 : 제4대 이병은 교장 취임
- 2024년 1월 5일 : 제13회 졸업식(253명, 누계 1,870명)
- 2024년 3월 4일 : 제14회 10학급 282명 입학

## 참고 자료
- 서천중학교 - 한국교육학술정보원 학교알리미